# Der bor en bager på Nørregade
"Der bor en bager på Nørregade" er en børnesang, som er tilskrevet den svenske sangsskriver og komponist Alice Tegnér med oprindelig svensk tekst  ”En sockerbagare här bor i staden" og gengivet på dansk i bl.a. De små synger fra 1948. Sangen stammer fra Sjung med oss, Mamma! III. 18 små visor af A.T. (1895). Sangen findes imidlertid på dansk noget tidligere; den tidligste trykte udgivelse er af Svend Grundtvig i Dansk Folkemindesamling, Svend Grundtvigs Samling 1883/107, hvor bageren dog bor i Mariager. På denne baggrund formodes det, at Alice Tegnér har hørt sangen som barn og nedskrevet teksten fra sin erindring. Margrethe Lønborg Jensens tekst i De små synger er den, som kendes på dansk i dag.
Der bor en bager på Nørregade,

han bager kringler og julekage.

Han bager store, han bager små,

han bager nogle med sukker på.

 

Og i hans vindu’ er sukkersager

og heste, grise og peberkager.

Og har du penge, så kan du få,

men har du ingen, så må du gå!"
De to sidste vers i hver strofe er oprindelig to forskellige versioner af sangen, hvor Alice Tegnér er ophav til versene i første strofe, mens den mere profitorienterede version i anden strofe er med i mariagervarianten.
Teksten fra "Der bor en bager på Nørregade" indgik i 1986 som omkvæd i den islandske pop-/rockgruppe Bítlavinafélagiðs sang "Danska lagið", hvor teksten egentlig er en kærlighedshistorie om fortællerens første forelskelse i en pige, der var den bedste i klassen til dansk. Sangen handlede dog også indirekte om mange islændinges aversioner mod den tvungne danskundervisning. Sangen blev et kæmpe hit i Island og regnes i dag for en evergreen i landet.